# Clitocybe houghtonii
Clitocybe houghtonii är en svampart som först beskrevs av William Phillips, och fick sitt nu gällande namn av Dennis 1954. Clitocybe houghtonii ingår i släktet Clitocybe och familjen Tricholomataceae.  Arten är reproducerande i Sverige. Inga underarter finns listade i Catalogue of Life.